# Christina Vidal
Christina Vidal est une actrice et chanteuse américaine née le 18 novembre 1981 à Whitestone, Queens (États-Unis).

## Biographie
Vidal est née et a grandi à Whitestone, une région du Queens, à New York. Ses parents ont des origines portoricaines. Son père, Manny Vidal, était conseiller fiscal et l'homme d'affaires, et sa mère, Josie, était secrétaire.

## Filmographie

### Cinéma
- 1993 : Graine de star : Angela « Angie » Vega
- 1995 : Bienvenue dans l'âge ingrat : Cynthia
- 2000 : Details (court-métrage) : Maggie
- 2003 : Bomba Latina : chanteuse du festival
- 2003 : Freaky Friday : Dans la peau de ma mère : Maddie
- 2005 : The Mosquito (court-métrage) : Tia
- 2006 : See No Evil : Christine
- 2007 : Je crois que j'aime ma femme : Candy
- 2010 : Magic Man : Elena
- 2017 : The Keeping Hours : Gwen
- 2018 : Walk to Vegas : Papiana
- 2021 : The Guilty d'Antoine Fuqua
- 2025 : Freaky Friday 2 : Encore dans la peau de ma mère (Freakier Friday) de Nisha Ganatra : Maddie

### Télévision
- 1994 : The Cosby Mysteries : Ramona Suarez (1 épisode)
- 1995 : L'As de la crime : Julianna Muldoon (2 épisodes)
- 1997 : FX, effets spéciaux : Theresa (1 épisode)
- 1997-1998 : Nick Freno: Licensed Teacher : Sophia Del Bono (rôle secondaire)
- 1998 : Brink, champion de roller (téléfilm) : Gabriella
- 1999 : Providence : fille de la rue (1 épisode)
- 1999 : Les Anges du bonheur : Ilena (1 épisode)
- 2001-2002 : Taina : Taina Maria Morales (rôle principal)
- 2002 : All That : elle-même (1 épisode)
- 2002 : The Nick Cannon Show : elle-même (1 épisode)
- 2003 : Sabrina, l'apprentie sorcière : Paris (1 épisode)
- 2003 : Hotel (téléfilm) : Gisel
- 2003-2004  : Shérifs à Los Angeles : Gabriela Lopez (rôle principal)
- 2004 : Second Time Around : Gabrielle Herrera (2 épisodes)
- 2004 : Beck and Call (court-métrage)
- 2005 : Clubhouse : Carmen (1 épisode)
- 2006 : Girlfriends : Samantha Stephens (2 épisodes)
- 2007 : Urgences : Elena Vega (1 épisode)
- 2008 : Ninjas en guerre (téléfilm) : Mercedes
- 2008 : Play or Be Played (pilote)
- 2009 : Monk : Winona (1 épisode)
- 2010 : The Deep End : Rachel Esposito (1 épisode)
- 2010 : Dr House : Sandy (2 épisodes)
- 2010 : US Marshals : Protection de témoins (1 épisode)
- 2010 : Castle : Jamie Ruiz (1 épisode)
- 2011 : Facing Kate : Sofia Peña (1 épisode)
- 2011 : Things We Do for Love (1 épisode)
- 2014 : Stalker : Christina Richards (1 épisode)
- 2015 : Being Mary Jane : Lilly (1 épisode)
- 2015 : The Player : Cecilia Cruz (1 épisode)
- 2015 : Major Crimes : Carmen Tamayo (1 épisode)
- 2015 : The Curse of the Fuentes Women (téléfilm) : Lola Fuentes
- 2015-2016 : Code Black : Gina Perello (rôle secondaire)
- 2016 : Limitless : Lucy Church (2 épisodes)
- 2016 : Blue Bloods : Marta Avila (1 épisode)
- 2016 : The Night Shift : Valeska (1 épisode)
- 2017 : Training Day : détective Valeria Chavez (rôle principal)
- 2018 : Sneaky Pete : Valerie (4 épisodes)